# Лагуна-де-Камерос
Лагуна-де-Камерос (ісп. Laguna de Cameros) — муніципалітет в Іспанії, у складі автономної спільноти Ла-Ріоха. Населення — 143 осіб (2009).
Муніципалітет розташований на відстані близько 220 км на північний схід від Мадрида, 34 км на південь від Логроньйо.

## Демографія
Динаміка населення (INE ):

## Галерея зображень

Розташування муніципалітету
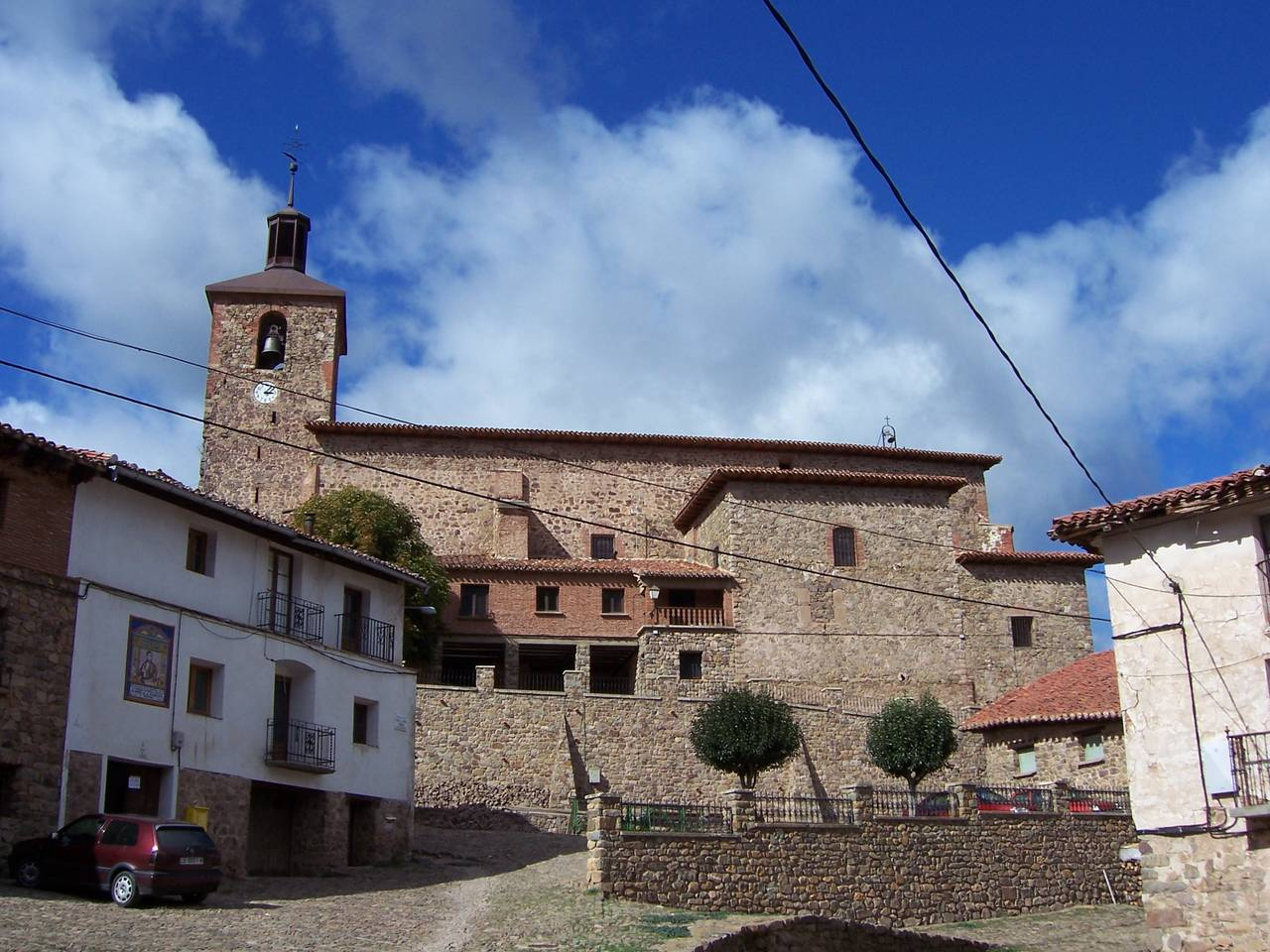
Церква